# Rio Artuby
O rio Artuby é um rio do sudeste da França que banha a comuna de Draguignan, no sul da França. É afluente do rio Verdon, que por sua vez é afluente do rio Durance e este do rio Ródano.
O rio Artuby passa por um desfiladeiro de 18 km de comprimento que pode atingir 200 m de profundidade, de Comps-sur-Artuby até às gorges du Verdon, onde conflui com o rio Verdon.